# تیم ملی فوتبال زیر ۲۳ سال تونس
تیم ملی فوتبال زیر ۲۳ سال تونس (عربی: منتخب تونس الأولمبی لکرة القدم) یا تیم ملی فوتبال المپیک تونس نمایندهٔ فوتبال کشور تونس در بازی‌های فوتبال زیر ۲۳ سال و بازی‌های المپیک تابستانی است.

## نتایج در بازی‌های المپیک
| فوتبال در بازی‌های المپیک تابستانی | فوتبال در بازی‌های المپیک تابستانی | فوتبال در بازی‌های المپیک تابستانی | فوتبال در بازی‌های المپیک تابستانی | فوتبال در بازی‌های المپیک تابستانی | فوتبال در بازی‌های المپیک تابستانی | فوتبال در بازی‌های المپیک تابستانی | فوتبال در بازی‌های المپیک تابستانی | فوتبال در بازی‌های المپیک تابستانی |
| حضور: ۲                           | حضور: ۲                           | حضور: ۲                           | حضور: ۲                           | حضور: ۲                           | حضور: ۲                           | حضور: ۲                           | حضور: ۲                           | حضور: ۲                           |
| سال                               | مرحله                             | رتبه                              | بازی                              | برد                               | تساوی                             | باخت                              | گل‌زده                             | گل‌خورده                           |
| --------------------------------- | --------------------------------- | --------------------------------- | --------------------------------- | --------------------------------- | --------------------------------- | --------------------------------- | --------------------------------- | --------------------------------- |
| ۱۸۹۶ – ۱۹۸۸                       | تیم ملی فوتبال تونس شرکت کرد      | تیم ملی فوتبال تونس شرکت کرد      | تیم ملی فوتبال تونس شرکت کرد      | تیم ملی فوتبال تونس شرکت کرد      | تیم ملی فوتبال تونس شرکت کرد      | تیم ملی فوتبال تونس شرکت کرد      | تیم ملی فوتبال تونس شرکت کرد      | تیم ملی فوتبال تونس شرکت کرد      |
| ۱۹۹۲                              | عدم صعود                          | عدم صعود                          | عدم صعود                          | عدم صعود                          | عدم صعود                          | عدم صعود                          | عدم صعود                          | عدم صعود                          |
| ۱۹۹۶                              | مرحله ۱                           | ۱۴                                | ۳                                 | ۰                                 | ۱                                 | ۲                                 | ۱                                 | ۵                                 |
| ۲۰۰۰                              | عدم صعود                          | عدم صعود                          | عدم صعود                          | عدم صعود                          | عدم صعود                          | عدم صعود                          | عدم صعود                          | عدم صعود                          |
| ۲۰۰۴                              | مرحله ۱                           | ۱۲                                | ۳                                 | ۱                                 | ۱                                 | ۱                                 | ۴                                 | ۵                                 |
| ۲۰۰۸                              | عدم صعود                          | عدم صعود                          | عدم صعود                          | عدم صعود                          | عدم صعود                          | عدم صعود                          | عدم صعود                          | عدم صعود                          |
| ۲۰۱۲                              | عدم صعود                          | عدم صعود                          | عدم صعود                          | عدم صعود                          | عدم صعود                          | عدم صعود                          | عدم صعود                          | عدم صعود                          |
| ۲۰۱۶                              | عدم صعود                          | عدم صعود                          | عدم صعود                          | عدم صعود                          | عدم صعود                          | عدم صعود                          | عدم صعود                          | عدم صعود                          |
| ۲۰۲۰                              |                                   |                                   |                                   |                                   |                                   |                                   |                                   |                                   |
| مجموع                             | مرحله ۱                           | ۲/۷                               | ۶                                 | ۱                                 | ۲                                 | ۳                                 | ۵                                 | ۱۰                                |